# Забабурова, Нина Владимировна
Ни́на Влади́мировна Забабу́рова (23 июня 1944, Челябинск, СССР — 9 марта 2014, Ростов-на-Дону, Россия) — советский и российский филолог, литературовед и переводчик, специалист по западноевропейской (особенно французской) литературе, художественному переводу средневековых литературных памятников с английского и французского языков, поэтике художественного психологизма, взаимному влиянию европейской и русской литературы, пушкинист. Руководитель ростовской литературоведческой школы. Доктор филологических наук, профессор.

## Биография
В 1966 году окончила историко-филологический факультет Ростовского государственного университета по специальности «филолог, литературный работник». В 1972 году в Ростовском государственном университете защитила диссертацию на соискание учёной степени кандидата филологических наук по теме «Историко-литературная концепция Ипполита Тэна». В 1979 году проходила стажировку в Гренобле. С 1986 года — профессор и заведующая кафедрой теории и истории мировой литературы (ранее — кафедра зарубежной литературы) Ростовского государственного университета / Южного федерального университета. В 1989 году в МГУ имени М. В. Ломоносова защитила диссертацию на соискание учёной степени доктора филологических наук по теме «Эволюция художественного психологизма во французском романе XVII–XIX веков (от М. де Лафайет до Стендаля)» (специальность 10.01.05 — Литература стран Западной Европы, Америки и Австралии). Официальные оппоненты — доктор филологических наук А. Д. Михайлов, доктор филологических наук М. В. Разумовская, доктор филологических наук Н. А. Соловьёва. Ведущая организация — МГПИ имени В. И. Ленина. В 1990-х годах была членом редакционной коллегии научного журнала «Научная мысль Кавказа». С 2001 года состояла в Союзе российских писателей. Автор около 200 научных и учебно-методических работ, включая 5 монографий.

## Семья
Муж — Юрий Исаевич Губатов (род. 18 августа 1939, Гусь-Железный, Рязанская область, СССР) журналист. Выходец из семьи служащих. В 1967 году окончил Ростовский государственный университет. В 1967—1972 годах работал в газете «Комсомолец», в 1972—1993 годах в телерадиокомпании «Дон-ТР», в 1995—1999 годах — главный редактор газеты «Дар», а также главный редактор газеты «Урожайная сотка». С 1970 года член Союза журналистов СССР.

## Награды
- Медаль Пушкина (29 мая 2000 года) — за заслуги перед государством, многолетний добросовестный труд и большой вклад в укрепление дружбы и сотрудничества между народами[2][9].

## Научные труды

### Монографии
- Стендаль и проблемы психологического анализа. / Отв. ред. В. Н. Пашигорев. — РнД : Изд-во Рост. ун-та, 1982. — 156 с.
- Творчество Мари де Лафайет / Отв. ред. Н. Г. Полтавцева. — РнД : Изд-во Рост. ун-та, 1985. — 175 с.
- Французский психологический роман : (Эпоха Просвещения и романтизм) / Отв. ред. Е. В. Григорьева. — РнД : Изд-во Рост. ун-та, 1992. — 223 с. ISBN 5-7507-0393-2
- «Нас мало, избранных…» — РнД: Гефест, 1997.
- Мой чёрный человек. — РнД: Гефест, 1998.
- «Ты, Моцарт, бог…» — РнД: Гефест, 1998.
- Мадонна Наталья: поэзия и проза. — РнД: Гефест, 1999.
- «Наука страсти нежной…»: адресаты любовной лирики Пушкина / Гос. лит.-мемориал. и природ. музей А. С. Пушкина «Болдино». — Саранск — Болдино: Гос. лит.-мемориаль. и природ. музей А. С. Пушкина «Болдино», 2006. — 678 с. ISBN 5-7493-0951-7
- Наука страсти нежной…": адресаты любовной лирики Пушкина. Кн. 1. : Гос. литературно-мемориальный и природный музей А. С. Пушкина «Болдино». — 2-е изд., доп. и испр. — Болдино : [б. и.] ; Саранск : [б. и. ], 2007. — 325 с. ISBN 978-5-7493-1197-6
- Наука страсти нежной…": адресаты любовной лирики Пушкина. Кн. 2. : Гос. литературно-мемориальный и природный музей А. С. Пушкина «Болдино». — 2-е изд., доп. и испр. — Болдино : [б. и.] ; Саранск : [б. и. ], 2007. — 358 с. ISBN 978-5-7493-1202-7
- Россия и Запад: избирательное сродство: в 2 частях. Ч. 1: Зарубежная литература / Южный Федеральный ун-т, Фак. филологии и журналистики. — РнД: Логос, 2007. — 275 с. ISBN 5-7051-0200-3
- Россия и Запад: избирательное сродство: в 2 частях. Ч. 2: Пушкин и вокруг него. / Южный Федеральный ун-т, Фак. филологии и журналистики. — РнД: Логос, 2007. — 324 с. ISBN 5-7051-0201-1
- Я вас любил… : музы великого поэта и их судьбы. — М. : АСТ-Пресс, 2011. — 364 с. ISBN 978-5-462-01092-7

### Статьи
- Ипполит Тэн о реализме // Проблемы русской и зарубежной литературы. Волгоград. 1971. С. 208–227.
- О некоторых концепциях романтизма в современном буржуазном литературоведении // Известия CКНЦ ВШ. Общественные науки. 1974. № 1. С. 94–97.
- К проблеме Просвещения на Западе и в России (В свете статьи В. И. Ленина «От какого наследства мы отказываемся») // Известия CКНЦ ВШ. Общественные науки. 1975. № 3. С. 76–82.
- Стендаль и наука (к генезису критического реализма) // Известия CКНЦ ВШ. Общественные науки. 1981. № 4. С. 22–27.
- Стендаль и «Принцесса Клевская».// Вопросы эволюции метода. — Л.: Издательство Ленинградского университета. — 1954. — С. 7—26.
- Стендаль и искусство романа. // Научные доклады высшей школы. Филологические науки. — 1985. — № 5. — С. 53—58.
- Забабурова Н. В. Французская философия и литература XVIII века: философская полемика в романе Шодерло де Лакло «Опасные связи» // Влияние науки и философии на литературу. — Ростов н/Д.: Изд-во Ростовского ун-та. — Т. 1987. — С. 7—19.
- Роль живописи в эстетической и художественной системе Стендаля // Роль искусства в поэтике литературного произведения. Орджоникидзе. 1989. С. 62–72.
- О дне рождения Александра Сергеевича // RELGA – научно-культурологический журнал. № 4 (10). 22.03.1999
- «С брегов воинственного Дона...» // RELGA – научно-культурологический журнал. № 6 (12). 16.04.1999
- Здравствуй, Дон! // RELGA – научно-культурологический журнал. № 7 (13). 30.04.1999
- «К привычкам бытия вновь чувствую любовь...» // RELGA – научно-культурологический журнал. № 8 (14). 08.05.1999
- «Так суеверные приметы согласны с чувствами души...» // RELGA – научно-культурологический журнал. № 9 (15). 21.05.1999
- Подруга возраста златого // RELGA – научно-культурологический журнал. № 11 (17). 06.06.1999
- Непостоянный обожатель очаровательных актрис. // RELGA – научно-культурологический журнал. № 12 (18). 21.06.1999
- Свет-Наташа // RELGA – научно-культурологический журнал. № 13 (19). 06.07.1999
- Младая роза // RELGA – научно-культурологический журнал. № 14 (20). 21.07.1999
- «Мне дорого любви моей мученье...» // RELGA – научно-культурологический журнал. № 15 (21). 06.08.1999
- Русская Терпсихора // RELGA – научно-культурологический журнал. № 16 (22). 21.08.1999
- «Её минутное вниманье отрадой долго было мне...» // RELGA – научно-культурологический журнал. № 17 (23). 06.09.1999
- Ночная княгиня // RELGA – научно-культурологический журнал. № 18 (24). 21.09.1999
- «Елисавету втайне пел...» // RELGA – научно-культурологический журнал. № 20 (26). 24.10.1999
- «Ты рождена воспламенять воображение поэтов...» // RELGA – научно-культурологический журнал. № 21 (27). 06.11.1999
- «Твоя весна тиха, ясна...» // RELGA – научно-культурологический журнал. № 22 (28). 21.11.1999
- «Явись, возлюбленная тень...» // RELGA – научно-культурологический журнал. № 23 (29). 06.12.1999
- Милый демон // RELGA – научно-культурологический журнал. № 1 (31). 20.01.2000
- «Все его дочери — прелесть» // RELGA – научно-культурологический журнал. № 3 (33). 09.02.2000
- Могучей страстью очарован // RELGA – научно-культурологический журнал. № 4 (34). 24.02.2000
- «Цветы последние...» // RELGA – научно-культурологический журнал. № 5 (35). 07.03.2000
- «Я был свидетелем златой твоей весны...» «За Netty сердцем я летаю...» // RELGA – научно-культурологический журнал. № 6 (36). 22.03.2000
- «Зизи, кристалл души моей...» // RELGA – научно-культурологический журнал. № 7 (37). 08.04.2000
- «И легковерные мечты...» // RELGA – научно-культурологический журнал. № 8 (38). 22.04.2000
- «И слёзы, и любовь...» // RELGA – научно-культурологический журнал. № 9 (39). 08.05.2000
- «И воспомнил ваши взоры...» // RELGA – научно-культурологический журнал. № 10 (40). 23.05.2000
- «Умственные затеи» донских парапушкинистов // RELGA – научно-культурологический журнал. № 11 (41). 08.06.2000
- Тебе, высокое светило // RELGA – научно-культурологический журнал. № 12 (42). 23.06.2000
- «Ангел кроткий, безмятежный?» // RELGA – научно-культурологический журнал. № 13 (43). 09.07.2000
- Придворных витязей гроза // RELGA – научно-культурологический журнал. № 16 (46). 23.08.2000
- «Её минутное вниманье отрадой долго было мне...» // RELGA – научно-культурологический журнал. № 17 (47). 08.09.2000
- «Она задумчивой красой очаровательней картины» // RELGA – научно-культурологический журнал. № 18 (48). 23.09.2000
- «И речи резвые, живые...» // RELGA – научно-культурологический журнал. № 20 (50). 23.10.2000
- «Прекраснее быть невозможно» // RELGA – научно-культурологический журнал. № 21 (51). 08.11.2000
- «Наука страсти нежной...» // RELGA – научно-культурологический журнал. № 1 (55). 08.01.2001
- Средневековый французский «Роман о Розе» // RELGA – научно-культурологический журнал. № 7 (61). 08.04.2001
- «Как величавая луна...» // RELGA – научно-культурологический журнал. № 19 (49). 08.10.2000
- Французский философский роман XVIII века: самосознание жанра // XVIII век: литература в контексте культуры. М., 1999. С. 94–104.
- Книга Стендаля «О любви» в свете психологиче-ских традиций французской культуры XVII века // XVII век в диалоге эпох и культур: Материалы научной конференции. Серия “Symposium”. Вып. 8. СПб.: Изд-во Санкт-Петербургского философского общества, 2000. С. 91–93.
- Письма мадам де Севинье: новый эпистолярный дискурс // Мировая культура XVII–XVIII веков как метатекст: дискур-сы, жанры, стили. Материалы Международного научного симпозиума «Восьмые Лафонтеновские чтения». Серия “Symposium”/ Вып. 26. СПб.: Изд-во Санкт-Петербургского философского общества, 2002. С. 80–83.
- «Пустое сердце бьется ровно…» // Научная мысль Кавказа. 2003. № 1.
- Проблема национальных стереотипов в романе В. Кюхельбекера  «Последний Колонна»: Бытовые и литературные модели // Четвертые Майминские чтения. Псков. 2003.
- «Душа моя, элизиум теней…» (к  200-летию со дня рождения Ф. И. Тютчева) // Научная мысль Кавказа. 2003. № 2.
- Феномен частной жизни во французской классицистической прозе // «Пушкинские чтения». Поэтика повседневности. СПб, 2005.
- « И пусть у гробового входа младая будет жизнь играть…» // Научная мысль Кавказа. 2005. № 1.
- Кавказский сюжет генерала Раевского Н. Н. младшего // Научная мысль Кавказа. 2005. № 5.
- Национальная психология в контексте исторической поэтики: опыт французской средневековой литературы // Литература в диалоге культур - 4. Ростов н/Д, 2006.
- Художественно-историческая реконструкция образа Петра I в переписке Вольтера с графом И. Шуваловым // Литература в диалоге культур - 4. Ростов н/Д, 2006.
- Пушкин и Ричардсон: еще один сюжет творческой игры // Болдинские чтения. Н. Новгород, 2006.
- Театральность как принцип демонстрации философских идей в романах маркиза де Сада // 18 век: театр и кулисы:  Сборник научных трудов. М.: Экон-информ, 2006.
- Н. Н. Раевский младший и граф М. С. Воронцов: история отношений // Историко-литературное наследие семьи Раевских и его международное значение. Кировоград. «Код», 2006.
- А. М. Горчаков в зеркале пушкинских поэтических пророчеств // Научная мысль Кавказа. 2007. № 1.
- Природный календарь в психологическом сюжете «Евгения Онегина» А. С. Пушкина // Литература в диалоге культур - 5. Материалы международной научной конференции (4-6 октября 2007 года). Ростов н/Д: Логос, 2007.
- От Ланселота к кавалеру де Грие: трансформация «чувствительного» героя во французской литературе XVIII века // XVIII век: женское/мужское в культуре эпохи. М., 2008. С. 79-85.
- «Трактат о куртуазной любви Андре Капеллана как литературный и культурный феномен XII века // Литература в диалоге культур-6: Материалы международной научной конференции. Ростов н/Д: НМЦ «Логос», 2008.
- Легенда о Петре и Февронии в контексте европейской традиции // Научная мысль Кавказа. 2010. № 1. С. 110-115.
- Европейские путешествия Л. Толстого (к  100-летию со дня смерти) // Научная мысль Кавказа. 2010. № 3. С. 127-131.
- Литературная география французских рыцарских романов (на примере бретонских романов Кретьена де Труа) // Материалы международной научной конференции, 1-3 октября 2010 г. Литература в диалоге культур – 8. Ростов н/Д. НМЦ «Логос», 2010.
- Философия природы в поэме Ж. Делиля «Человек полей» // Романский коллоквиум. СПб. 2011.
- «Вы сделали меня русским»: переписка Вольтера с И. И. Шуваловым // Научная мысль Кавказа. 2011. № 2.
- К истории замысла и создания романа Кретьена де Труа «Персеваль» // Литература в диалоге культур – 9. Материалы международной научной конференции. Ростов н/Д, 2011.
- Парадоксы Жана Шаплена: рыцарский роман в контексте классицистической поэтики // Литература в диалоге культур-10. Материалы международной научной конференции. Ростов н/Д, 2013.
- Пушкин и «академик в чепце»: к 270-летию со дня рождения княгини Екатерины Романовны Дашковой // Научная мысль Кавказа. 2013. №3. С. 95–100.

### Переводы
- Агата Кристи. Дом у канала (Пер. с англ.) — РнД: изд-во РГУ, 1991.
- Агата Кристи. Спящее убийство (Пер. с англ.) — РнД: изд-во РГУ, 1991.
- Агата Кристи. Отравленное перо (Пер. с англ.) — РнД: изд-во РГУ, 1991.
- Маркиз де Сад. Жюстина, или Злоключения добродетели (Пер. с франц. и вступительная статья) — Батайск: Батайское книжное издательство, 1991.
- Мари Мадлен де Лафайет. Принцесса де Монпансье. Графиня де Танд (Пер. с франц. и предисловие) РнД: изд-во РГУ, 1991.
- Мэри Стюарт. Поговорим, мадам? (Пер. с англ.) — РнД: изд-во «Азов-Приз», 1993.
- Мэри Стюарт. Костёр зажжён в полночь. (Пер. с англ.) — РнД: изд-во «Приазовскій край», 1993.
- Франсуаза Саган . Дивные облака (Пер. с франц.) // Дон. 1993. № 7.
- Сидони-Габриэль Колетт . Кошка (Пер. с франц., предисловие) // Дон. 1994. № 11—12.
- Робер Шаль . История г-на де Франа и Сильвии. (Пер. с франц., предисловие) // Дон. 1995. № 11—12.
- Иммануил Великовский. Столкновение миров (Пер с англ., научно-художественное издание) — РнД: изд-во «Феникс», 1996.
- Иммануил Великовский. Эдип и Эхнатон. (Пер с англ., научно-художественное издание) — РнД: изд-во «Феникс», 1996.
- Ксавье де Местр . Кавказские пленники (Пер. с франц., вступительная статья) // Научная мысль Кавказа. 1998. № 3.
- Гильом де Лоррис. Жан де Мен. Роман о Розе. — РнД: ЗАО «Югпродторг», 2001.
- Кретьен де Труа. Персеваль, или повесть о Граале / пер. со старофранцуз., ст., прим. Н. В. Забабурова, А. Н. Триандафилиди. РнД, 2012.
- Кретьен де Труа. Ланселот, или Рыцарь телеги / пер. со старофранцуз., ст. комм. Н. В. Забабурова, А. Н. Триандафилиди. М.: Common Place. 2013.